# Филиал Публичной библиотеки Эдмонтона в Старой Стратконе
Филиал публичной библиотеки Эдмонтона в Старой Стратконе — одна из старейших библиотек в Альберте, построенная в 1913 году. Была первой библиотекой, построенной в городе Эдмонтон. Тем не менее, у библиотеки Стратконы действительно есть сложная предыстория относительно ее исторического статуса в системе публичной библиотеки Эдмонтона. Она расположена на 104-й улице, в квартале от Уайт-авеню в самом центре Старого Страткона. Расположенный рядом с парком Уилберта Макинтайра, культовой Old Strathcona Gazebo и круглогодичным фермерским рынком Old Strathcona Branch, библиотека часто является центральным местом притяжения городского сообщества. Во время ежегодного международного фестиваля Fringe в Эдмонтоне в окрестностях в отделении библиотеки часто проводится большая книжная распродажа, которая помогает избавиться от устаревших и лишних материалов из тиража публичной библиотеки Эдмонтона.

## История

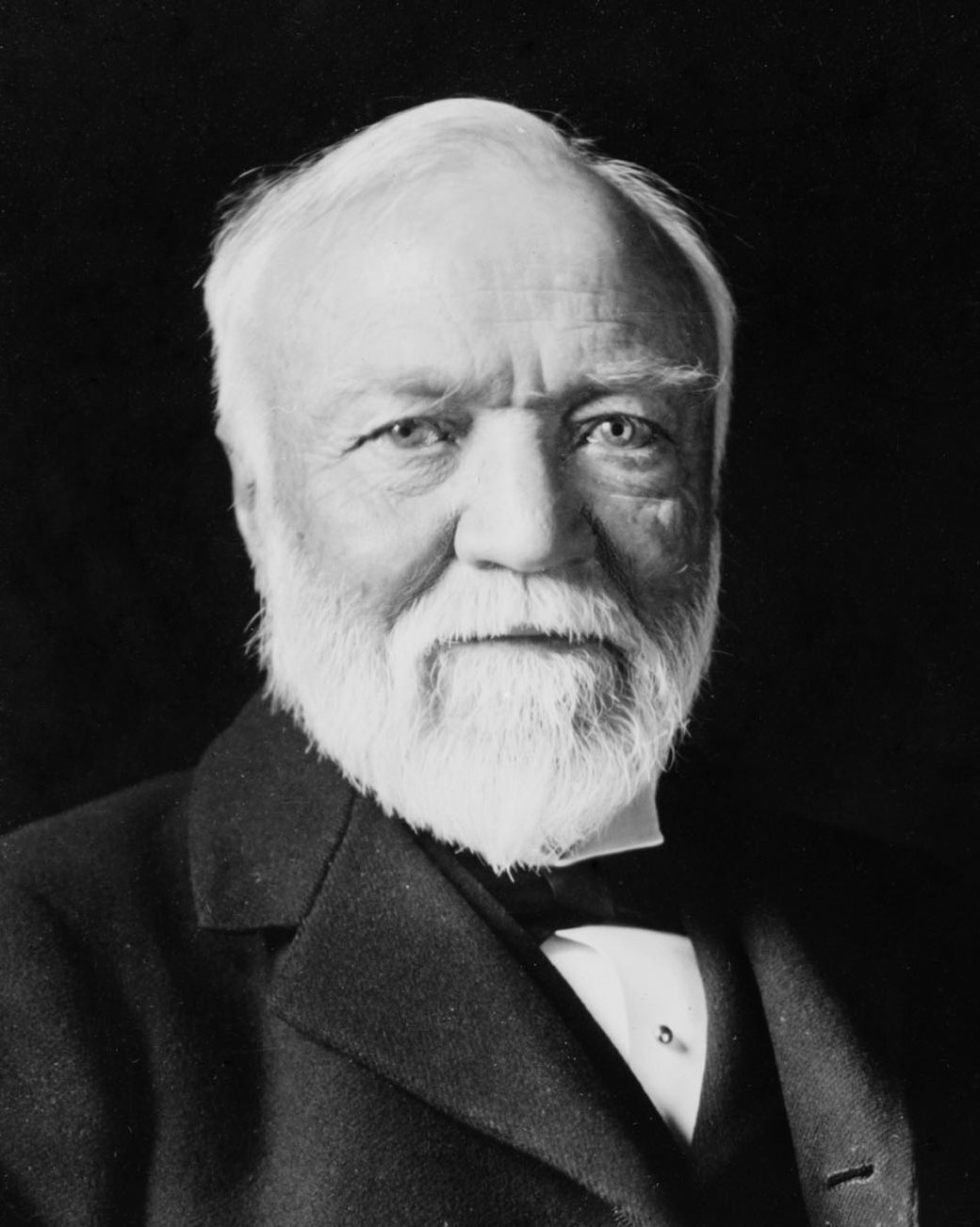
Предложение американского филантропа Эндрю Карнеги было отклонено советом библиотеки

В 1897 году было сформировано Библиотечное общество Стратконы с идеей построить публичную библиотеку в молодом городе Страткона. В 1910 году в городской совет была подана петиция граждан с официальным требованием строительства библиотеки. Город быстро выкупил землю за 6250 долларов у местного фермера и организовал библиотечный совет Стратконы. Американский филантроп Эндрю Карнеги в конце концов предложил городу 15 000 долларов на строительство небольшой стандартизированной библиотеки. Однако правление не считало, что это обеспечит библиотеку, которую они надеялись построить, и отклонило предложение Карнеги. Затраты на новую библиотеку были в конечном итоге оплачены в рамках соглашения, когда Страткона и Эдмонтон объединились в 1912 году.
Строительство началось в 1912 году, а новая библиотека была открыта 13 марта 1913 года бывшим мэром Стратконы Джоном Джозефом Дагганом и мэром Эдмонтона Уильямом Шортом. Окончательная стоимость библиотеки составила около 27 000 долларов. Библиотека стала очень популярна после открытия и имела внушительные размеры фондов для размеров Эдмонтона в то время. Первая небольшая реконструкция была завершена в 1948 году, в результате чего мужской читальный зал в подвале превратился в детскую библиотеку.
В послевоенные годы популярность библиотеки резко упала из-за роста Эдмонтона. Старая Страткона начала приходить в упадок. Завершение строительства гораздо более крупной и современной центральной библиотеки Стэнли А. Милнера в центре города в 1967 году еще больше усугубило эту тенденцию. К концу 1960-х гг. стареющее и находящееся в плохом состоянии здание стало требовать значительных затрат на содержание. Директор Эдмонтонской публичной библиотеки попытался закрыть филиал в 1970 году. Несмотря на то, что закрытие было отклонено общественными усилиями, общее удручающее состояние здания привело к тому, что второй этаж больше не мог выдерживать вес книг, а коллекция филиала и часы работы были серьезно сокращены.
В начале 1970-х годов библиотека снова стала популярна. Предлагаемая южная сторона автомагистралей в центре города угрожала разрушить оставшиеся исторические элементы Старой Стратконы вокруг Уайт-авеню. Это привело к новому интересу к сохранению и реставрации исторических памятников и возрождению Старой Стратконы как модного района искусства и ночной жизни. Это возрождение оказало большую поддержку библиотеке, и в 1976 году здание было объявлено Министерством культуры провинции Зарегистрированным историческим ресурсом Альберты. С 1984 по 1985 годы библиотека получила реставрацию в размере 250 000 долларов, предпринятую RR Roberts Architects и оплаченную продажей оригинального здания библиотеки в центре города в конце 1960-х годов, когда оно было снесено для постройки телефонных башен правительства Альберты (сегодня ATB Place).
С середины 1980-х годов филиал снова стал одним из самых популярных филиалов Эдмонтонской публичной библиотеке и часто рассматривается как центр общественного внимания Старой Стратконы. В 2004 году город Эдмонтон назвал здание муниципальным историческим ресурсом, а с 2005 по 2006 год библиотека была закрыта для еще одной масштабной реставрации и расширения. Эта реконструкция добавила большую полукруглую пристройку, современные помещения для обеспечения доступности для инвалидов, современные и эффективные механические системы и почти вдвое увеличило первоначальный размер библиотеки. Однако при обновлении были тщательно сохранены оригинальные исторические элементы здания. Филиал Публичной библиотеки Эдмонтона в Старом Стратконе, а также вся система отделений публичной библиотеки Эдмонтона в 2013 году отмечает 100-летний юбилей.
В библиотечной системе сейчас 3 миллиона физических и цифровых материалов, предметов коллекции, а также библиотека проводит 12 000 бесплатных мероприятий каждый год.

## Архитектура
Первоначальное здание было спроектировано фирмой Артура Г. Уилсона и Дэвида Э. Херальда. Несмотря на то, что они были канадскими архитекторами, дизайн здания во многом заимствован из британских аналогов. Это упрощенный стиль английского Возрождения, типичный для зданий Содружества Эдвардианской эпохи . Несмотря на величественный внешний вид, с ионными колоннами и карнизами из известняка снаружи и замысловатой резьбой по дереву внутри, дизайн намного более упрощен и обтекаем, чем более ранние здания эпохи Виктории. Это отражено в других близлежащих зданиях того же возраста, например, в Old Scona Academic High School.

## Обслуживание школ
Как часть регионального подразделения публичной библиотеки Эдмонтона, филиал обслуживает следующие близлежащие школы:
- Академия короля Эдуарда
- Начальная школа Белгравии
- Школа Жозеф-Моро
- Начальная школа Гарно
- JH Пикар Начальная / младшая / средняя школа
- Начальная школа короля Эдуарда
- Начальная / неполная средняя школа Маккернана
- Начальная школа Милл-Крик
- Академическая средняя школа Old Scona
- Богоматерь горы Кармель
- Начальная школа королевы Александры
- Старшая школа Страткона-Композит, дневная
- Начальная школа Виндзорского парка

Филиал также физически является ближайшим к Университету Альберты филиалом Эдмонтонской публичной библиотеки (хотя быстрое прямое сообщение LRT от университета до центральной библиотеки Стэнли А. Милнера несколько ограничивает его использование студентами).